# Josef Auerbach

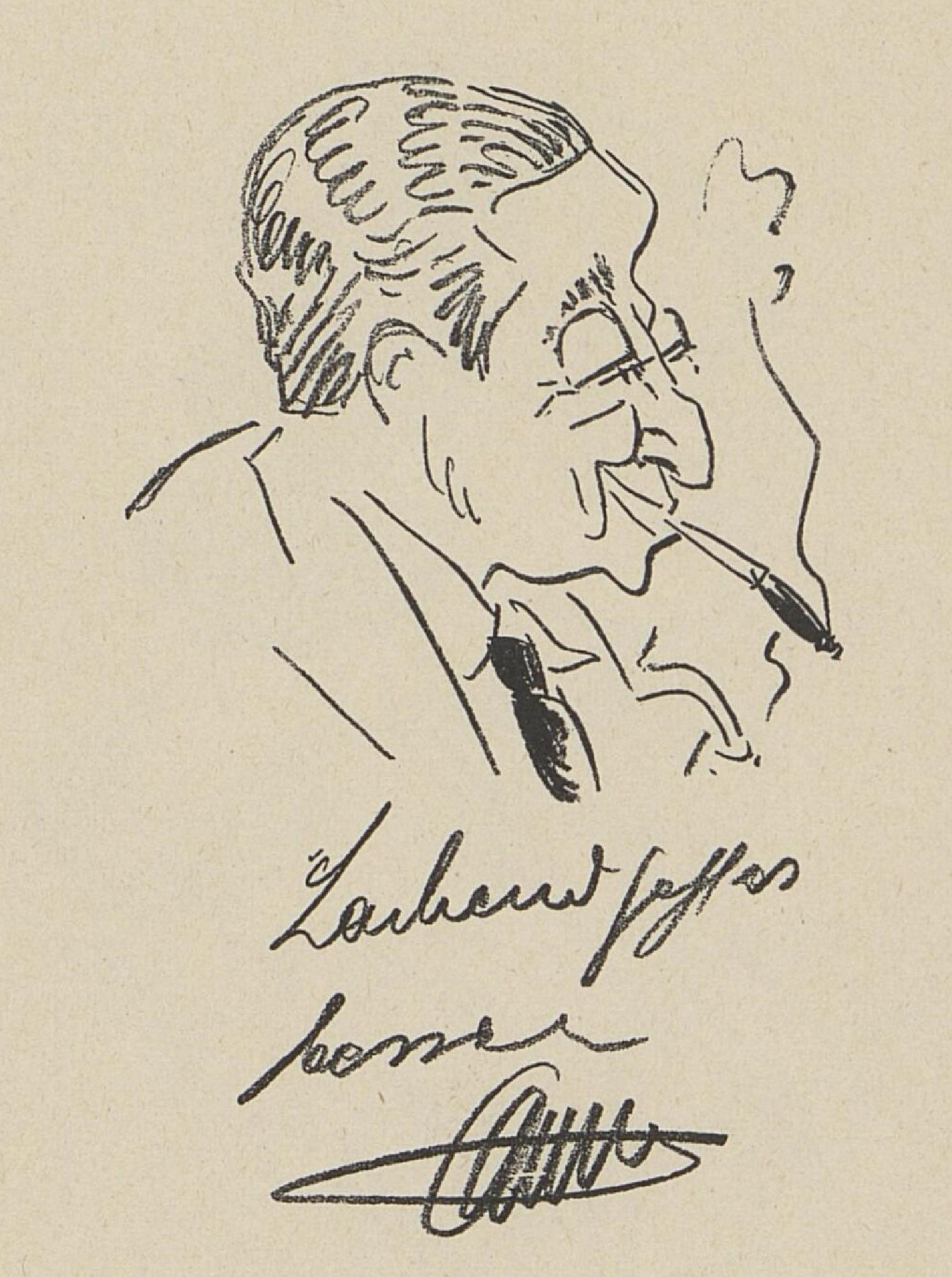
Karikatur von Ivan Sors

Chaim Josef Auerbach, meist geführt unter Josef Auerbach, (geboren 7. Oktober 1885 in Lésniow bei Brody, Galizien, Österreich-Ungarn; gestorben 30. März 1969 in Los Angeles, Vereinigte Staaten) war ein österreichisch-böhmisch-amerikanischer Filmproduzent und Filmverleiher.

## Leben und Wirken
Auerbach erhielt eine kaufmännische Ausbildung, ehe er sich dem Filmgeschäft zuwandte. In der von Österreich unabhängig gewordenen tschechischen Republik stand er als Präsident des jüdischen Sportvereins Židovsky Sportovny Klub (ŽSK) Hagibor (Prag) vor und gründete die beiden Prager Filmgesellschaften Elekta Film und Slavia Film, mit denen er vor allem in den 1930er Jahren zahlreiche tschechische Filme herstellte bzw. sowie österreichische und deutsche Fassungen vertrieb. Die bekannteste Arbeit aus dem Hause Auerbach wurde 1932 das „Skandalon“ Ekstase, mit Hedwig Kiesler in einer Nacktrolle. Als die deutsche Wehrmacht im März 1939 in Prag einrückte, floh Josef Auerbach via Paris nach England und Brasilien/Argentinien am 20. Januar 1941 nach Maryland in die Vereinigten Staaten. Dort gründete Auerbach erneut mehrere Firmen, darunter 1942 mit dem Mitemigranten Marcel Friedmann die Rechtefirma „Copyright and Remake Inc.“ und 1945 den Filmverleih „Film Classics, Inc.“. Seinen Lebensabend verbrachte Auerbach in New York und Los Angeles. Sein Sohn Norbert Auerbach (1922–2009) war als Filmproduzent und zeitweiliger (1970er Jahre) Studiochef der United Artists tätig.